# عهدنامه ۱۹۷۵ الجزایر
عهدنامه ۱۹۷۵ الجزایر، قراردادی میان کشورهای ایران و عراق با وساطت الجزایر بود که خط مرزی ایران و عراق در آب‌های اروند رود را تعیین کرده است. به دلیل انتشار اعلامیه مشترک دو کشور در ۱۵ اسفند ۱۳۵۳ (۶ مارس ۱۹۷۵) در الجزیره پایتخت الجزایر که پیش‌زمینهٔ امضای پیمان‌نامه شد به «پیمان الجزایر» معروف شد، محل امضای تمام پیمان‌ها و پیوست‌ها و موافقتنامه‌های مرتبط در الجزایر بوده است.
این قرارداد در اوج اختلافات مرزی میان ایران و عراق بر سر مالکیت آب‌های اروندرود با میانجیگری هواری بومدین رئیس‌جمهور وقت الجزایر بین عباسعلی خلعتبری و سعدون حمادی، وزیران خارجه وقت ایران و عراق و در حضور عبدالعزیز بوتفلیقه از جمهوری الجزایر و محمد داوندیه عضو هیئت مجلس ایران و عضو شورای انقلاب و وزیر امور خارجه وقت الجزایر امضا شد. این پیمان در زمان حکومت محمدرضاشاه و احمد حسن البکر بسته شد. مقامات وقت ایران از قرارداد الجزایر به عنوان «پیروزی ملی» و «موفقیت بزرگ سیاست خارجی ایران» نام بردند. نسخه اصلی این پیمان هم‌اکنون به عنوان یکی از اسناد سازمان ملل متحد در مقر آن نگهداری می‌شود. در این معاهده مرز دو کشور اروند رود، بر پایه خط‌القعر تعیین شد. دو کشور موافقت کردند که از «رخنه اخلال‌گران» در مرزهای دو کشور جلوگیری کنند و قرار شد ارتفاعات میمک به عراق داده شوند. حکومت ایران تا سال ۱۹۸۰ از تحویل ارتفاعات میمک به عراق خودداری کرده بود و نیر حکومت جدید انقلابی از ۱۹۷۹ شروع به حمایت از شیعیان عراق و کردهای عراقی کرده بود این دو مورد نقض پیمان از بهانه‌های عراق برای جنگ شدند.

## اعلامیه الجزایر
در پایان نشست سران اوپک در الجزیره در تاریخ ۱۵ اسفند ۱۳۵۳، برابر با ۶ مارس ۱۹۷۵ اعلامیه مشترکی از سوی ایران و عراق در خصوص نحوه حل اختلافات دیرینه دو کشور منتشر شد. در این اعلامیه مشترک مقرر شده بود که مرزهای زمینی دو کشور بر اساس پیمان قسطنطنیه ۱۹۱۳ و صورتجلسه‌های کمیسیون تعیین مرز ۱۹۱۴ و مرزهای آبی بر اساس خط‌القعر مشخص شود و دو کشور در مرزهای خود کنترل دقیقی برای جلوگیری از نفوذ خرابکاران به داخل خاک یکدیگر به عمل آورند.

## پیمان‌نامه ۱۹۷۵
دیدارهای وزیران امور خارجه ایران، عراق و الجزایر در الجزیره، تهران و بغداد در پایان به امضای این اسناد در ۲۳ خرداد ۱۳۵۴ در دارالسلام بغداد انجامید: «عهدنامه مربوط به مرز دولتی و حسن همجواری بین ایران و عراق»، «توافق راجع به تعیین مرز رودخانه‌ای بین ایران و عراق»، «توافق راجع به علامت‌گذاری مجدد مرز زمینی بین ایران و عراق» و «توافق مربوط به امنیت در مرز بین ایران و عراق».
در ۵ دی ۱۳۵۴ نیز الحاقیه‌ای برای اصلاح و تکمیل ماده ۵ در مورد شیوه انتخاب داوران، به عهدنامه ضمیمه گردید و چند موافقت‌نامه در مورد کلانتران مرزی، چراگاه دامها، استفاده از آب رودهای مرزی، کشتیرانی در اروندرود و مسافرت اتباع دو کشور برای زیارت اماکن مقدسه هم در همین روز به امضا رسید.
اسناد قرارداد در ۱ تیر ۱۳۵۵ در تهران مبادله شده و از همان تاریخ لازم‌الاجرا شد. اسناد تصویب و صورت جلسات نیز به دبیرکل سازمان ملل متحد تحویل داده شد و با شماره‌های ۱۴۹۰۳ تا ۱۴۹۰۷ در دبیرخانه سازمان ملل متحد به ثبت رسید.
علاوه بر بحث بر سر مسائل مرزی دو کشور، ایران متعهد شد که از ادامه اعطای کمکهای نظامی به شورشیان کردستان عراق خودداری نماید. ایران این کمکها را از سال ۱۳۵۳ به شورشیان کرد اعطا می‌کرد.

## تغییرات سرزمینی
پیش از جنگ جهانی دوم و در سال ۱۹۳۷ ایران و عراق اولین پیمان مرزی خود را امضا کردند. بر اساس آن پیمان مرز دو کشور در امتداد ساحل شرقی رودخانه بود و اروندرود درون خاک عراق قرار داشت، اما یک قسمت لنگرگاهی چهار مایلی در کنار آبادان به ایران اختصاص داده شده و در این قسمت خط‌القعر مرز دو کشور را مشخص می‌کرد. ایران بلافاصله پس از کودتای بعثی‌ها در سال ۱۹۶۹، هیاتی را به جمهوری عراق اعزام کرد و هنگامی که عراق از ادامه مذاکرات پیرامون یک معاهده جدید امتناع ورزید، پیمان ۱۹۳۷ توسط پادشاه ایران به صورت یکطرفه ملغی شد. ابطال معاهده ۱۹۳۷ توسط ایران باعث آغاز دوره‌ای از تنش‌های شدید و درگیری نظامی بین عراق و ایران شد و در نهایت پس از کشته شدن بیش از صدها نفر، توافق ۱۹۷۵ با میانجیگری الجزایر، بین ایران و عراق انجام شد. پس از قرارداد
شرق اروند رود و ۸۸ کیلومتر از خاک عراق به ایران ضمیمه می‌شود.

## پس از انقلاب - عدم پایبندی ایران به معاهده
صادق طباطبایی، معاون وزارت کشور در مصاحبه خود با روزنامه اطلاعات که در ۲۹ خرداد ۱۳۵۸ منتشر شد اعلام کرد: پس از قرارداد الجزایر شاه متعهد شد از حمله کردها به عراق جلوگیری کند و کردها نتوانند از امکانات ایران استفاده کنند. حالا مسئله عوض شده و دولت ایران دیگر به آن قرارداد پایبند نیست بنابراین رژیم عراق هم از جانب کردها از شمال و هم از جانب شیعیان از جنوب احساس خطر می‌کند در حقیقت مانند یک گازانبری دولت مرکزی تحت فشار قرار دارد.

## جنگ ایران و عراق
مقاله اصلی: جنگ ایران و عراق
صدام حسین در سخنرانی خود در اجلاس سران اسلامی رباط در ژانویه ۱۹۸۱ گفت: در ۴ سپتامبر ۱۹۸۰ نیروهای ایرانی با استفاده از توپخانه سنگین ۱۷۵ مم آمریکایی شهرهای بیدفاع زرباطیه و مندلی و خانقین و میدان نفتخانه را به‌طور وحشیانه ای کوبیده‌اند که باعث خسارتهای مالی و جانی زیادی شده است. آنها این عملیات را از زین الکش و ارتفاعات میمک و سیف ابوعبیده انجام داده‌اند که طبق معاهده الجزایر باید به عراق پس داده می‌شدند.
عراقی‌ها این را شروع یک جنگ دانستند و صدام در ۱۷ سپتامبر یا ۲۶ شهریور اقدام به لغو عهدنامه ۱۹۷۵ الجزایر نمود و اعلام کرد که شط العرب متعلق به عراق است و در ۳۱ شهریور دست به حمله گسترده علیه ایران زد.
صدام حسین پس از اشغال کویت در سال ۱۹۹۰ میلادی که باعث شکل‌گیری اجماعی بین‌المللی علیه آن شد، با ارسال نامه‌ای به رهبران وقت ایران، قرارداد الجزایر را به عنوان سندی رسمی برای تعیین مرز ایران و عراق پذیرفت.

## متن کامل قرارداد
ماده ۱
طرفین معظمین متعاهدین، تأیید می‌نمایند که مرز زمینی دولتی بین ایران و عراق همان است که علامتگذاری مجدد آن بر اساس و طبق مقررات مندرج در توافق مربوط به علامت گذاری مجدد مرز زمینی و ضمایم توافق مذکور که به این عهدنامه ملحق می‌باشند انجام یافته است.
ماده ۲
طرفین معظمین متعاهدین، تأیید می‌نمایند که مرز دولتی در اروندرود همان است که تحدید آن بر اساس و طبق مقررات مندرج در توافق مربوط به تحدید مرز رودخانه‌ای و ضمایم توافق مذکور که به عهدنامه حاضر ملحق می‌باشند، انجام یافته است.
ماده ۳
طرفین معظمین متعاهدین، متعهد می‌شوند که بر اساس و طبق مقررات مندرج در توافق مربوط به امنیت در مرز و ضمایم آن که ملحق به این عهدنامه می‌باشند، در طول مرز به‌طور مداوم کنترل دقیق و مؤثر به منظور پایان دادن به هر نوع رخنه اخلال‌گرانه، صرف نظر از منشأ آن، اعمال دارند.
ماده ۴
طرفین معظمین متعاهدین، تأیید می‌نمایند که مقررات سه توافق و ضمایم آنها، مذکور در مواد ۱٬۲ و ۳ عهدنامه حاضر که توافق‌های یادشده بدان ملحق و جزء لایتجزای آن می‌باشند، مقرراتی قطعی و دائمی و غیرقابل نقض بوده و عناصر غیرقابل تجزیه یک راه حل کلی را تشکیل می‌دهند. نتیجتاً خدشه به هر یک از عناصر متشکله این راه حل کلی اصولاً مغایر با روح توافق الجزیره خواهد بود.
ماده ۵
در قالب غیرقابل تغییر بودن مرزها و احترام کامل به تمامیت ارضی دو دولت، طرفین معظمین متعاهدین تأیید می‌نمایند که خط مرز زمینی و رودخانه‌ای آنان لایتغیر و دایمی و قطعی می‌باشد.
ماده ۶
۱- در صورت اختلاف دربارهٔ تفسیر یا اجرای عهدنامه حاضر و سه پروتکل و ضمایم آنها، این اختلاف با رعایت کامل مسیر خط مرز ایران و عراق، مندرج در مواد ۱ و ۲ فوق الاشعار و نیز با رعایت حفظ امنیت در مرز ایران و عراق، طبق ماده (۳) یادشده، حل و فصل خواهد شد. ۲ - این اختلاف در مرحله اول طی مهلت دو ماه از تاریخ درخواست یکی از طرفین از طریق مذاکرات مستقیم دو جانبه بین طرفین معظمین متعاهدین، حل و فصل خواهد شد. ۳- در صورت عدم توافق، طرفین معظمین متعاهدین ظرف مدت سه ماه، به مساعی جمیله یک دولت ثالث دوست توسل خواهند جست. ۴- در صورت خودداری هر یک از طرفین از توسل به مساعی جمیله یا عدم موافقیت مساعی جمیله، اختلاف طی مدت یک ماه از تاریخ رد مساعی جمیله یا عدم موفقیت آن، از طریق داوری حل و فصل خواهد شد. ۵- در صورت عدم توافق بین طرفین معظمین متعاهدین نسبت به آیین یا نحوه داوری، هر یک از طرفین معظمین متعاهدین می‌تواند ظرف پانزده روز از تاریخ احراز عدم توافق، به یک دادگاه داوری مراجعه نماید. برای تشکیل دادگاه داوری و برای حل و فصل هر یک از اختلافات، هر یک از طرفین معظمین متعاهدین یکی از اتباع خود را به عنوان داور تعیین خواهد نمود و دو داور یک سرداور انتخاب خواهند نمود. اگر طرفین معظمین متعاهدین ظرف مدت یک ماه پس از وصول درخواست داوری از جانب یکی از طرفین از دیگری به تعیین داور مبادرت نمایند ویا چنانچه دوران قبل از انقضای همین مدت در انتخاب سرداور به توافق نرسند طرف معظم متعاهدی که داوری را درخواست نموده است حق خواهد داشت از رئیس دیوان بین‌المللی دادگستری تقاضا نماید. تا طبق مقررات دیوان دایمی داوری داورها یا سرداور را تعیین نماید. ۶- تصمیم دادگاه داوری برای طرفی معظمین متعاهدین الزام‌آور و لازم الاجرا خواهد بود.
طرفین معظمین متعاهدین هر کدام نصف هزینه داوری رابه عهده خواهند گرفت.
ماده ۷
این عهدنامه حاضر و سه پروتکل و ضمائم آنها طبق ماده (۱۰۲) منشور ملل متحد به ثبت خواهد رسید.
ماده ۸
عهدنامه حاضر و سه پروتکل و ضمائم آنها، طبق مقررات داخلی به وسیله هر یک از طرفین معظمین متعاهدین به تصویب خواهد رسید. عهدنامه حاضر و سه پروتکل و ضمائم آنها از تاریخ مبادله اسناد تصویب که در تهران انجام خواهد شد، به موقع اجرا در خواهند آمد. بنا به مراتب، نمایندگان تام‌الاختیار طرفین معظمین متعاهدین عهدنامه حاضر و سه پروتکل، و ضمائم آنها را امضا نمودند.
بغداد ۱۳ ژوئن ۱۹۷۵ عباسعلی خلعتبری، وزیر امور خارجه ایران***سعدون حمادی، وزیر امور خارجه عراق عهدنامه حاضر و سه پروتکل و ضمائم آنها با حضور جناب عبدالعزیز بوتفلیقه، عضو شورای انقلاب و وزیر امور خارجه الجزایر به امضا رسید.
این عهدنامه که دارای ۸ ماده و سه پروتکل و ضمائم آن می‌باشد در تاریخ ۲۱ اردیبهشت ۱۳۵۵ و ۲۹ اردیبهشت ۱۳۵۵ به ترتیب یه تصویب مجلسین شورای ملی و سنای وقت رسیده است.

## موضع جلال طالبانی
در دسامبر ۲۰۰۷ میلادی روزنامه الحیات مدعی شد که جلال طالبانی رئیس‌جمهور عراق که پس از سقوط رژیم صدام حسین به این مقام برگزیده شد، در گفتگویی با این روزنامه، اعتبار قرارداد ۱۹۷۵ الجزایر را که خط مرزی ایران و عراق در آب‌های اروندرود را تعیین کرده است را ملغی دانسته و تأکید کرده که این قرارداد نه بین عراق و جمهوری اسلامی بلکه بین صدام حسین و نظام شاهنشاهی ایران منعقد شده است. برخی این اظهار نظر را تحت تأثیر تلقین‌های مشاور امنیتی وقت طالبانی می‌دانند.
مقام‌های وزارت خارجه ایران، اظهار نظر جلال طالبانی را غیر حقوقی و بی‌اعتبار دانسته‌اند.
در همین حال دفتر رئیس‌جمهور عراق در بیانیه‌ای اعلام کرد که وی همچنان پیمان ۱۹۷۵ الجزایر را معتبر می‌داند.
توافقنامه ۱۹۷۵، معروف به پیمان الجزایر، در سال ۱۹۷۵(۱۳۵۳) در الجزیره میان عباسعلی خلعتبری و سعدون حمادی، وزیران خارجه وقت ایران و عراق امضا شد و مبنای حل اختلافات مرزی ایران و عراق قرار گرفت.
عباسعلی خلعتبری در فروردین ۱۳۵۸، از جمله به اتهام امضای همین توافقنامه، به حکم دادگاه انقلاب اسلامی اعدام شد.